# Epinephelus latifasciatus
Epinephelus latifasciatus es una especie de peces de la familia Serranidae en el orden de los Perciformes.

## Morfología
Los machos pueden llegar alcanzar los 137 cm de longitud total.

## Distribución geográfica
Se encuentra en el mar Rojo, golfo Pérsico, golfo de Omán, Pakistán, India, Vietnam, Hong Kong, China, Corea, sur de Japón, Taiwán y el noroeste de Australia.